# Bytkiv
Bytkiv (ukrainien : Битків) est une commune urbaine de l'oblast d'Ivano-Frankivsk, en Ukraine. Elle compte 3 988 habitants en 2024.